# Tour of Antalya 2024
Tour of Antalya 2024 var den 5. udgave af det tyrkiske landevejscykelløb i Antalya-provinsen. Løbet foregik i perioden 8. til 11. februar 2024. Løbet var en del af UCI Europe Tour 2024 og var i kategorien 2.1.
Den samlede vinder af løbet blev italienske Davide Piganzoli fra Team Polti Kometa.

## Etaperne
| Etape    | Dato     | Start – Mål          | type          | Afstand (km) | Elevation (m) | Etapevinder        | Førende rytter   |
| -------- | -------- | -------------------- | ------------- | ------------ | ------------- | ------------------ | ---------------- |
| 1. etape | 8. feb.  | Side – Antalya       | flad etape    | 135          | 448 m         | Timothy Dupont     | Timothy Dupont   |
| 2. etape | 9. feb.  | Demre – Antalya      | kuperet etape | 140,5        | 2.420 m       | Matevž Govekar     | Giovanni Lonardi |
| 3. etape | 10. feb. | Kemer – Tahtalı Dağı | bjergetape    | 133,4        | 3.084 m       | Davide Piganzoli   | Davide Piganzoli |
| 4. etape | 11. feb. | Antalya – Antalya    | kuperet etape | 183,9        | 2.085 m       | Hartthijs de Vries | Davide Piganzoli |

### 1. etape
| Side - Antalya | flad etape | (135 km) |

| \| Etaperesultat \| Etaperesultat \| Etaperesultat \| Etaperesultat \| Etaperesultat \| \| Rytter \| Rytter \| Hold \| Tid \| \| \| ------------- \| -------------------- \| -------------------------------------------- \| ------------- \| ------------- \| \| 1. \| Timothy Dupont \| Tarteletto-Isorex \| 2t 52' 08" \| \| \| 2. \| Giovanni Lonardi \| Team Polti Kometa \| + 0" \| \| \| 3. \| Alberto Bruttomesso \| Bahrain Victorious \| + 0" \| \| \| 4. \| Jensen Plowright \| Alpecin-Deceuninck \| + 0" \| \| \| 5. \| Enrico Zanoncello \| VF Group-Bardiani CSF-Faizanè \| + 0" \| \| \| 6. \| Matyáš Kopecký \| Team Novo Nordisk \| + 0" \| \| \| 7. \| Szymon Sajnok \| Q36.5 Pro Cycling Team \| + 0" \| \| \| 8. \| Binyan Ma \| China Glory-Mentech Continental Cycling Team \| + 0" \| \| \| 9. \| Marcus Sander Hansen \| Uno-X Mobility \| + 0" \| \| \| 10. \| Đorđe Đurić \| Adria Mobil \| + 0" \| \| |                      |                                              |            |
| |                      |                                              |            |
| Kilde: ProCyclingStats |                      |                                              |            |
| Etaperesultat |                      |                                              |            |
| Rytter | Rytter               | Hold                                         | Tid        |
| 1. | Timothy Dupont       | Tarteletto-Isorex                            | 2t 52' 08" |
| 2. | Giovanni Lonardi     | Team Polti Kometa                            | + 0"       |
| 3. | Alberto Bruttomesso  | Bahrain Victorious                           | + 0"       |
| 4. | Jensen Plowright     | Alpecin-Deceuninck                           | + 0"       |
| 5. | Enrico Zanoncello    | VF Group-Bardiani CSF-Faizanè                | + 0"       |
| 6. | Matyáš Kopecký       | Team Novo Nordisk                            | + 0"       |
| 7. | Szymon Sajnok        | Q36.5 Pro Cycling Team                       | + 0"       |
| 8. | Binyan Ma            | China Glory-Mentech Continental Cycling Team | + 0"       |
| 9. | Marcus Sander Hansen | Uno-X Mobility                               | + 0"       |
| 10. | Đorđe Đurić          | Adria Mobil                                  | + 0"       |

| \| Samlede stilling \| Samlede stilling \| Samlede stilling \| Samlede stilling \| Samlede stilling \| \| Rytter \| Rytter \| Hold \| Tid \| \| \| ---------------- \| -------------------- \| -------------------------------------------- \| ---------------- \| ---------------- \| \| 1. \| Timothy Dupont \| Tarteletto-Isorex \| 2t 51' 58" \| \| \| 2. \| Giovanni Lonardi \| Team Polti Kometa \| + 4" \| \| \| 3. \| Alberto Bruttomesso \| Bahrain Victorious \| + 6" \| \| \| 4. \| José Sousa \| Sabgal-Anicolor \| + 9" \| \| \| 5. \| Jensen Plowright \| Alpecin-Deceuninck \| + 10" \| \| \| 6. \| Enrico Zanoncello \| VF Group-Bardiani CSF-Faizanè \| + 10" \| \| \| 7. \| Matyáš Kopecký \| Team Novo Nordisk \| + 10" \| \| \| 8. \| Szymon Sajnok \| Q36.5 Pro Cycling Team \| + 10" \| \| \| 9. \| Binyan Ma \| China Glory-Mentech Continental Cycling Team \| + 10" \| \| \| 10. \| Marcus Sander Hansen \| Uno-X Mobility \| + 10" \| \| |                      |                                              |            |
| |                      |                                              |            |
| Kilde: ProCyclingStats |                      |                                              |            |
| Samlede stilling |                      |                                              |            |
| Rytter | Rytter               | Hold                                         | Tid        |
| 1. | Timothy Dupont       | Tarteletto-Isorex                            | 2t 51' 58" |
| 2. | Giovanni Lonardi     | Team Polti Kometa                            | + 4"       |
| 3. | Alberto Bruttomesso  | Bahrain Victorious                           | + 6"       |
| 4. | José Sousa           | Sabgal-Anicolor                              | + 9"       |
| 5. | Jensen Plowright     | Alpecin-Deceuninck                           | + 10"      |
| 6. | Enrico Zanoncello    | VF Group-Bardiani CSF-Faizanè                | + 10"      |
| 7. | Matyáš Kopecký       | Team Novo Nordisk                            | + 10"      |
| 8. | Szymon Sajnok        | Q36.5 Pro Cycling Team                       | + 10"      |
| 9. | Binyan Ma            | China Glory-Mentech Continental Cycling Team | + 10"      |
| 10. | Marcus Sander Hansen | Uno-X Mobility                               | + 10"      |

### 2. etape
| Demre - Antalya | kuperet etape | (140,5 km) |

| \| Etaperesultat \| Etaperesultat \| Etaperesultat \| Etaperesultat \| Etaperesultat \| \| Rytter \| Rytter \| Hold \| Tid \| \| \| ------------- \| ----------------- \| -------------------------------------------- \| ------------- \| ------------- \| \| 1. \| Matevž Govekar \| Bahrain Victorious \| 3t 28' 08" \| \| \| 2. \| Kenneth Van Rooy \| Bingoal WB \| + 0" \| \| \| 3. \| Giovanni Lonardi \| Team Polti Kometa \| + 0" \| \| \| 4. \| Henri Uhlig \| Alpecin-Deceuninck \| + 0" \| \| \| 5. \| Axel Huens \| TDT-Unibet \| + 0" \| \| \| 6. \| Julien Trarieux \| China Glory-Mentech Continental Cycling Team \| + 0" \| \| \| 7. \| Enrico Zanoncello \| VF Group-Bardiani CSF-Faizanè \| + 0" \| \| \| 8. \| Cyrus Monk \| Q36.5 Pro Cycling Team \| + 0" \| \| \| 9. \| Robbe Claeys \| Tarteletto-Isorex \| + 0" \| \| \| 10. \| Kristian Sbaragli \| Team Corratec-Vini Fantini \| + 0" \| \| |                   |                                              |            |
| |                   |                                              |            |
| Kilde: ProCyclingStats |                   |                                              |            |
| Etaperesultat |                   |                                              |            |
| Rytter | Rytter            | Hold                                         | Tid        |
| 1. | Matevž Govekar    | Bahrain Victorious                           | 3t 28' 08" |
| 2. | Kenneth Van Rooy  | Bingoal WB                                   | + 0"       |
| 3. | Giovanni Lonardi  | Team Polti Kometa                            | + 0"       |
| 4. | Henri Uhlig       | Alpecin-Deceuninck                           | + 0"       |
| 5. | Axel Huens        | TDT-Unibet                                   | + 0"       |
| 6. | Julien Trarieux   | China Glory-Mentech Continental Cycling Team | + 0"       |
| 7. | Enrico Zanoncello | VF Group-Bardiani CSF-Faizanè                | + 0"       |
| 8. | Cyrus Monk        | Q36.5 Pro Cycling Team                       | + 0"       |
| 9. | Robbe Claeys      | Tarteletto-Isorex                            | + 0"       |
| 10. | Kristian Sbaragli | Team Corratec-Vini Fantini                   | + 0"       |

| \| Samlede stilling \| Samlede stilling \| Samlede stilling \| Samlede stilling \| Samlede stilling \| \| Rytter \| Rytter \| Hold \| Tid \| \| \| ---------------- \| -------------------- \| ----------------------------- \| ---------------- \| ---------------- \| \| 1. \| Giovanni Lonardi \| Team Polti Kometa \| 6t 20' 06" \| \| \| 2. \| Matevž Govekar \| Bahrain Victorious \| + 0" \| \| \| 3. \| Kenneth Van Rooy \| Bingoal WB \| + 4" \| \| \| 4. \| Hannes Wilksch \| Tudor Pro Cycling Team \| + 7" \| \| \| 5. \| José Sousa \| Sabgal-Anicolor \| + 9" \| \| \| 6. \| Enrico Zanoncello \| VF Group-Bardiani CSF-Faizanè \| + 10" \| \| \| 7. \| Marcus Sander Hansen \| Uno-X Mobility \| + 10" \| \| \| 8. \| Robbe Claeys \| Tarteletto-Isorex \| + 10" \| \| \| 9. \| Louis Blouwe \| Bingoal WB \| + 10" \| \| \| 10. \| Cyrus Monk \| Q36.5 Pro Cycling Team \| + 10" \| \| |                      |                               |            |
| |                      |                               |            |
| Kilde: ProCyclingStats |                      |                               |            |
| Samlede stilling |                      |                               |            |
| Rytter | Rytter               | Hold                          | Tid        |
| 1. | Giovanni Lonardi     | Team Polti Kometa             | 6t 20' 06" |
| 2. | Matevž Govekar       | Bahrain Victorious            | + 0"       |
| 3. | Kenneth Van Rooy     | Bingoal WB                    | + 4"       |
| 4. | Hannes Wilksch       | Tudor Pro Cycling Team        | + 7"       |
| 5. | José Sousa           | Sabgal-Anicolor               | + 9"       |
| 6. | Enrico Zanoncello    | VF Group-Bardiani CSF-Faizanè | + 10"      |
| 7. | Marcus Sander Hansen | Uno-X Mobility                | + 10"      |
| 8. | Robbe Claeys         | Tarteletto-Isorex             | + 10"      |
| 9. | Louis Blouwe         | Bingoal WB                    | + 10"      |
| 10. | Cyrus Monk           | Q36.5 Pro Cycling Team        | + 10"      |

### 3. etape
| Kemer - Tahtalı Dağı | bjergetape | (133,4 km) |

| \| Etaperesultat \| Etaperesultat \| Etaperesultat \| Etaperesultat \| Etaperesultat \| \| Rytter \| Rytter \| Hold \| Tid \| \| \| ------------- \| --------------------- \| ----------------------------- \| ------------- \| ------------- \| \| 1. \| Davide Piganzoli \| Team Polti Kometa \| 3t 33' 03" \| \| \| 2. \| Alessandro Pinarello \| VF Group-Bardiani CSF-Faizanè \| + 14" \| \| \| 3. \| Edoardo Zambanini \| Bahrain Victorious \| + 18" \| \| \| 4. \| Anatolij Budjak \| Terengganu Cycling Team \| + 22" \| \| \| 5. \| Simon Dalby \| Uno-X Mobility \| + 23" \| \| \| 6. \| Matteo Badilatti \| Q36.5 Pro Cycling Team \| + 24" \| \| \| 7. \| Sébastien Reichenbach \| Tudor Pro Cycling Team \| + 24" \| \| \| 8. \| Anton Schiffer \| Bike Aid \| + 26" \| \| \| 9. \| Alex Bogna \| Alpecin-Deceuninck \| + 28" \| \| \| 10. \| Frederico Figueiredo \| Sabgal-Anicolor \| + 36" \| \| |                       |                               |            |
| |                       |                               |            |
| Kilde: ProCyclingStats |                       |                               |            |
| Etaperesultat |                       |                               |            |
| Rytter | Rytter                | Hold                          | Tid        |
| 1. | Davide Piganzoli      | Team Polti Kometa             | 3t 33' 03" |
| 2. | Alessandro Pinarello  | VF Group-Bardiani CSF-Faizanè | + 14"      |
| 3. | Edoardo Zambanini     | Bahrain Victorious            | + 18"      |
| 4. | Anatolij Budjak       | Terengganu Cycling Team       | + 22"      |
| 5. | Simon Dalby           | Uno-X Mobility                | + 23"      |
| 6. | Matteo Badilatti      | Q36.5 Pro Cycling Team        | + 24"      |
| 7. | Sébastien Reichenbach | Tudor Pro Cycling Team        | + 24"      |
| 8. | Anton Schiffer        | Bike Aid                      | + 26"      |
| 9. | Alex Bogna            | Alpecin-Deceuninck            | + 28"      |
| 10. | Frederico Figueiredo  | Sabgal-Anicolor               | + 36"      |

| \| Samlede stilling \| Samlede stilling \| Samlede stilling \| Samlede stilling \| Samlede stilling \| \| Rytter \| Rytter \| Hold \| Tid \| \| \| ---------------- \| --------------------- \| ----------------------------- \| ---------------- \| ---------------- \| \| 1. \| Davide Piganzoli \| Team Polti Kometa \| 9t 53' 09" \| \| \| 2. \| Alessandro Pinarello \| VF Group-Bardiani CSF-Faizanè \| + 18" \| \| \| 3. \| Edoardo Zambanini \| Bahrain Victorious \| + 24" \| \| \| 4. \| Anatolij Budjak \| Terengganu Cycling Team \| + 32" \| \| \| 5. \| Simon Dalby \| Uno-X Mobility \| + 33" \| \| \| 6. \| Sébastien Reichenbach \| Tudor Pro Cycling Team \| + 34" \| \| \| 7. \| Anton Schiffer \| Bike Aid \| + 36" \| \| \| 8. \| Valerio Conti \| Team Corratec-Vini Fantini \| + 47" \| \| \| 9. \| Ådne Holter \| Uno-X Mobility \| + 49" \| \| \| 10. \| Giulio Pellizzari \| VF Group-Bardiani CSF-Faizanè \| + 55" \| \| |                       |                               |            |
| |                       |                               |            |
| Kilde: ProCyclingStats |                       |                               |            |
| Samlede stilling |                       |                               |            |
| Rytter | Rytter                | Hold                          | Tid        |
| 1. | Davide Piganzoli      | Team Polti Kometa             | 9t 53' 09" |
| 2. | Alessandro Pinarello  | VF Group-Bardiani CSF-Faizanè | + 18"      |
| 3. | Edoardo Zambanini     | Bahrain Victorious            | + 24"      |
| 4. | Anatolij Budjak       | Terengganu Cycling Team       | + 32"      |
| 5. | Simon Dalby           | Uno-X Mobility                | + 33"      |
| 6. | Sébastien Reichenbach | Tudor Pro Cycling Team        | + 34"      |
| 7. | Anton Schiffer        | Bike Aid                      | + 36"      |
| 8. | Valerio Conti         | Team Corratec-Vini Fantini    | + 47"      |
| 9. | Ådne Holter           | Uno-X Mobility                | + 49"      |
| 10. | Giulio Pellizzari     | VF Group-Bardiani CSF-Faizanè | + 55"      |

### 4. etape
| Antalya - Antalya | kuperet etape | (183,9 km) |

| \| Etaperesultat \| Etaperesultat \| Etaperesultat \| Etaperesultat \| Etaperesultat \| \| Rytter \| Rytter \| Hold \| Tid \| \| \| ------------- \| --------------------- \| -------------------------------------------- \| ------------- \| ------------- \| \| 1. \| Hartthijs de Vries \| TDT-Unibet \| 4t 16' 08" \| \| \| 2. \| Fabio Van den Bossche \| Alpecin-Deceuninck \| + 0" \| \| \| 3. \| Alessandro Fancellu \| Q36.5 Pro Cycling Team \| + 0" \| \| \| 4. \| Roland Thalmann \| Tudor Pro Cycling Team \| + 0" \| \| \| 5. \| Ådne Holter \| Uno-X Mobility \| + 0" \| \| \| 6. \| Halvor Dolven \| Uno-X Mobility \| + 0" \| \| \| 7. \| Szymon Sajnok \| Q36.5 Pro Cycling Team \| + 21" \| \| \| 8. \| Lorenzo Conforti \| VF Group-Bardiani CSF-Faizanè \| + 21" \| \| \| 9. \| Giovanni Lonardi \| Team Polti Kometa \| + 21" \| \| \| 10. \| Julien Trarieux \| China Glory-Mentech Continental Cycling Team \| + 21" \| \| |                       |                                              |            |
| |                       |                                              |            |
| Kilde: ProCyclingStats |                       |                                              |            |
| Etaperesultat |                       |                                              |            |
| Rytter | Rytter                | Hold                                         | Tid        |
| 1. | Hartthijs de Vries    | TDT-Unibet                                   | 4t 16' 08" |
| 2. | Fabio Van den Bossche | Alpecin-Deceuninck                           | + 0"       |
| 3. | Alessandro Fancellu   | Q36.5 Pro Cycling Team                       | + 0"       |
| 4. | Roland Thalmann       | Tudor Pro Cycling Team                       | + 0"       |
| 5. | Ådne Holter           | Uno-X Mobility                               | + 0"       |
| 6. | Halvor Dolven         | Uno-X Mobility                               | + 0"       |
| 7. | Szymon Sajnok         | Q36.5 Pro Cycling Team                       | + 21"      |
| 8. | Lorenzo Conforti      | VF Group-Bardiani CSF-Faizanè                | + 21"      |
| 9. | Giovanni Lonardi      | Team Polti Kometa                            | + 21"      |
| 10. | Julien Trarieux       | China Glory-Mentech Continental Cycling Team | + 21"      |

## Trøjernes fordeling gennem løbet
| Etape    |               | Vinder _           | Samlede stilling | Pointtrøje       | Bjergtrøje       | Holdkonkurrence _             |
| -------- | ------------- | ------------------ | ---------------- | ---------------- | ---------------- | ----------------------------- |
| 1. etape | flad etape    | Timothy Dupont     | Timothy Dupont   | Timothy Dupont   | Henri Uhlig      | Polti Kometa                  |
| 2. etape | kuperet etape | Matevž Govekar     | Giovanni Lonardi | Giovanni Lonardi | Natnael Berhane  | Q36.5 Pro Cycling Team        |
| 3. etape | bjergetape    | Davide Piganzoli   | Davide Piganzoli | Giovanni Lonardi | Natnael Berhane  | VF Group-Bardiani CSF-Faizané |
| 4. etape | kuperet etape | Hartthijs de Vries | Davide Piganzoli | Giovanni Lonardi | Davide Piganzoli | Q36.5 Pro Cycling Team        |
| Samlet   | Samlet        |                    | Davide Piganzoli | Giovanni Lonardi | Davide Piganzoli | Q36.5 Pro Cycling Team        |

## Resultater
| \| Samlede stilling \| Samlede stilling \| Samlede stilling \| Samlede stilling \| Samlede stilling \| \| Rytter \| Rytter \| Hold \| Tid \| \| \| ---------------- \| --------------------- \| ----------------------------- \| ---------------- \| ---------------- \| \| 1. \| Davide Piganzoli \| Team Polti Kometa \| 14t 09' 38" \| \| \| 2. \| Alessandro Pinarello \| VF Group-Bardiani CSF-Faizanè \| + 18" \| \| \| 3. \| Edoardo Zambanini \| Bahrain Victorious \| + 24" \| \| \| 4. \| Ådne Holter \| Uno-X Mobility \| + 28" \| \| \| 5. \| Simon Dalby \| Uno-X Mobility \| + 33" \| \| \| 6. \| Sébastien Reichenbach \| Tudor Pro Cycling Team \| + 34" \| \| \| 7. \| Anton Schiffer \| Bike Aid \| + 36" \| \| \| 8. \| Hartthijs de Vries \| TDT-Unibet \| + 39" \| \| \| 9. \| Valerio Conti \| Team Corratec-Vini Fantini \| + 47" \| \| \| 10. \| Alessandro Fancellu \| Q36.5 Pro Cycling Team \| + 51" \| \| |                       |                               |             |
| |                       |                               |             |
| Kilde: ProCyclingStats |                       |                               |             |
| Samlede stilling |                       |                               |             |
| Rytter | Rytter                | Hold                          | Tid         |
| 1. | Davide Piganzoli      | Team Polti Kometa             | 14t 09' 38" |
| 2. | Alessandro Pinarello  | VF Group-Bardiani CSF-Faizanè | + 18"       |
| 3. | Edoardo Zambanini     | Bahrain Victorious            | + 24"       |
| 4. | Ådne Holter           | Uno-X Mobility                | + 28"       |
| 5. | Simon Dalby           | Uno-X Mobility                | + 33"       |
| 6. | Sébastien Reichenbach | Tudor Pro Cycling Team        | + 34"       |
| 7. | Anton Schiffer        | Bike Aid                      | + 36"       |
| 8. | Hartthijs de Vries    | TDT-Unibet                    | + 39"       |
| 9. | Valerio Conti         | Team Corratec-Vini Fantini    | + 47"       |
| 10. | Alessandro Fancellu   | Q36.5 Pro Cycling Team        | + 51"       |

| Samlede stilling | Samlede stilling      | Samlede stilling              | Samlede stilling | Samlede stilling |
| Rytter           | Rytter                | Hold                          | Tid              |                  |
| ---------------- | --------------------- | ----------------------------- | ---------------- | ---------------- |
| 1.               | Davide Piganzoli      | Team Polti Kometa             | 14t 09' 38"      |                  |
| 2.               | Alessandro Pinarello  | VF Group-Bardiani CSF-Faizanè | + 18"            |                  |
| 3.               | Edoardo Zambanini     | Bahrain Victorious            | + 24"            |                  |
| 4.               | Ådne Holter           | Uno-X Mobility                | + 28"            |                  |
| 5.               | Simon Dalby           | Uno-X Mobility                | + 33"            |                  |
| 6.               | Sébastien Reichenbach | Tudor Pro Cycling Team        | + 34"            |                  |
| 7.               | Anton Schiffer        | Bike Aid                      | + 36"            |                  |
| 8.               | Hartthijs de Vries    | TDT-Unibet                    | + 39"            |                  |
| 9.               | Valerio Conti         | Team Corratec-Vini Fantini    | + 47"            |                  |
| 10.              | Alessandro Fancellu   | Q36.5 Pro Cycling Team        | + 51"            |                  |

| Pointkonkurrence | Pointkonkurrence      | Pointkonkurrence              | Pointkonkurrence | Pointkonkurrence |
| Rytter           | Rytter                | Hold                          | Point            |                  |
| ---------------- | --------------------- | ----------------------------- | ---------------- | ---------------- |
| 1.               | Giovanni Lonardi      | Team Polti Kometa             | 6 point          |                  |
| 2.               | Fabio Van den Bossche | Alpecin-Deceuninck            | 6 point          |                  |
| 3.               | Hartthijs de Vries    | TDT-Unibet                    | 5 point          |                  |
| 4.               | Davide Piganzoli      | Team Polti Kometa             | 5 point          |                  |
| 5.               | Matevž Govekar        | Bahrain Victorious            | 5 point          |                  |
| 6.               | Axel Huens            | TDT-Unibet                    | 4 point          |                  |
| 7.               | Alessandro Pinarello  | VF Group-Bardiani CSF-Faizanè | 4 point          |                  |
| 8.               | Kenneth Van Rooy      | Bingoal WB                    | 4 point          |                  |
| 9.               | Hannes Wilksch        | Tudor Pro Cycling Team        | 3 point          |                  |
| 10.              | Mauro Verwilt         | Tarteletto-Isorex             | 3 point          |                  |

| Pointkonkurrence | Pointkonkurrence      | Pointkonkurrence              | Pointkonkurrence | Pointkonkurrence |
| Rytter           | Rytter                | Hold                          | Point            |                  |
| ---------------- | --------------------- | ----------------------------- | ---------------- | ---------------- |
| 1.               | Giovanni Lonardi      | Team Polti Kometa             | 6 point          |                  |
| 2.               | Fabio Van den Bossche | Alpecin-Deceuninck            | 6 point          |                  |
| 3.               | Hartthijs de Vries    | TDT-Unibet                    | 5 point          |                  |
| 4.               | Davide Piganzoli      | Team Polti Kometa             | 5 point          |                  |
| 5.               | Matevž Govekar        | Bahrain Victorious            | 5 point          |                  |
| 6.               | Axel Huens            | TDT-Unibet                    | 4 point          |                  |
| 7.               | Alessandro Pinarello  | VF Group-Bardiani CSF-Faizanè | 4 point          |                  |
| 8.               | Kenneth Van Rooy      | Bingoal WB                    | 4 point          |                  |
| 9.               | Hannes Wilksch        | Tudor Pro Cycling Team        | 3 point          |                  |
| 10.              | Mauro Verwilt         | Tarteletto-Isorex             | 3 point          |                  |

| Bjergkonkurrence | Bjergkonkurrence            | Bjergkonkurrence                             | Bjergkonkurrence | Bjergkonkurrence |
| Rytter           | Rytter                      | Hold                                         | Point            |                  |
| ---------------- | --------------------------- | -------------------------------------------- | ---------------- | ---------------- |
| 1.               | Davide Piganzoli            | Team Polti Kometa                            | 14 point         |                  |
| 2.               | Alessandro Pinarello        | VF Group-Bardiani CSF-Faizanè                | 13 point         |                  |
| 3.               | Natnael Berhane             | Istanbul Büyükșehir Belediye Spor Türkiye    | 12 point         |                  |
| 4.               | Anatolij Budjak             | Terengganu Cycling Team                      | 9 point          |                  |
| 5.               | Anton Schiffer              | Bike Aid                                     | 8 point          |                  |
| 6.               | Cyrus Monk                  | Q36.5 Pro Cycling Team                       | 7 point          |                  |
| 7.               | Alessandro Monaco           | Team Corratec-Vini Fantini                   | 7 point          |                  |
| 8.               | Cedrik Bakke Christophersen | TDT-Unibet                                   | 7 point          |                  |
| 9.               | Willie Smit                 | China Glory-Mentech Continental Cycling Team | 6 point          |                  |
| 10.              | Edoardo Zambanini           | Bahrain Victorious                           | 6 point          |                  |

| Bjergkonkurrence | Bjergkonkurrence            | Bjergkonkurrence                             | Bjergkonkurrence | Bjergkonkurrence |
| Rytter           | Rytter                      | Hold                                         | Point            |                  |
| ---------------- | --------------------------- | -------------------------------------------- | ---------------- | ---------------- |
| 1.               | Davide Piganzoli            | Team Polti Kometa                            | 14 point         |                  |
| 2.               | Alessandro Pinarello        | VF Group-Bardiani CSF-Faizanè                | 13 point         |                  |
| 3.               | Natnael Berhane             | Istanbul Büyükșehir Belediye Spor Türkiye    | 12 point         |                  |
| 4.               | Anatolij Budjak             | Terengganu Cycling Team                      | 9 point          |                  |
| 5.               | Anton Schiffer              | Bike Aid                                     | 8 point          |                  |
| 6.               | Cyrus Monk                  | Q36.5 Pro Cycling Team                       | 7 point          |                  |
| 7.               | Alessandro Monaco           | Team Corratec-Vini Fantini                   | 7 point          |                  |
| 8.               | Cedrik Bakke Christophersen | TDT-Unibet                                   | 7 point          |                  |
| 9.               | Willie Smit                 | China Glory-Mentech Continental Cycling Team | 6 point          |                  |
| 10.              | Edoardo Zambanini           | Bahrain Victorious                           | 6 point          |                  |

| Holdkonkurrence | Holdkonkurrence                                | Holdkonkurrence | Holdkonkurrence |
| Hold            | Hold                                           | Tid             |                 |
| --------------- | ---------------------------------------------- | --------------- | --------------- |
| 1.              | Q36.5 Pro Cycling Team                         | 42t 31' 22"     |                 |
| 2.              | VF Group-Bardiani CSF-Faizané                  | + 6"            |                 |
| 3.              | Polti Kometa                                   | + 45"           |                 |
| 4.              | Uno-X Mobility                                 | + 56"           |                 |
| 5.              | Tudor Pro Cycling Team                         | + 2' 17"        |                 |
| 6.              | TDT-Unibet                                     | + 2' 20"        |                 |
| 7.              | Bingoal WB                                     | + 9' 38"        |                 |
| 8.              | China Glory - Mentech Continental Cycling Team | + 9' 43"        |                 |
| 9.              | Sabgal / Anicolor                              | + 14' 09"       |                 |
| 10.             | Bahrain Victorious                             | + 14' 15"       |                 |

| Holdkonkurrence | Holdkonkurrence                                | Holdkonkurrence | Holdkonkurrence |
| Hold            | Hold                                           | Tid             |                 |
| --------------- | ---------------------------------------------- | --------------- | --------------- |
| 1.              | Q36.5 Pro Cycling Team                         | 42t 31' 22"     |                 |
| 2.              | VF Group-Bardiani CSF-Faizané                  | + 6"            |                 |
| 3.              | Polti Kometa                                   | + 45"           |                 |
| 4.              | Uno-X Mobility                                 | + 56"           |                 |
| 5.              | Tudor Pro Cycling Team                         | + 2' 17"        |                 |
| 6.              | TDT-Unibet                                     | + 2' 20"        |                 |
| 7.              | Bingoal WB                                     | + 9' 38"        |                 |
| 8.              | China Glory - Mentech Continental Cycling Team | + 9' 43"        |                 |
| 9.              | Sabgal / Anicolor                              | + 14' 09"       |                 |
| 10.             | Bahrain Victorious                             | + 14' 15"       |                 |

## Hold og ryttere
| UCI WorldTeams (2)- Alpecin-Deceuninck - Bahrain Victorious UCI ProTeams (9)- Bingoal WB - Q36.5 Pro Cycling Team - TDT-Unibet - Corratec-Vini Fantini - Team Novo Nordisk - Polti Kometa - Tudor Pro Cycling Team - Uno-X Mobility - VF Group-Bardiani CSF-Faizané UCI Kontinentalhold (14)- Adria Mobil - Beykoz Belediyesi Spor Türkiye - Bike Aid - China Glory - Mentech Continental Cycling Team - Kinan Racing Team - Konya Büyükşehir Belediye Spor - Rembe Pro Cycling Team Sauerland - Sabgal / Anicolor - Sakarya BB Pro Team - Spor Toto Cycling Team - Tarteletto-Isorex - Tashkent City Professional Cycling Team - Team Vorarlberg - Terengganu Cycling Team |
| |

### Danske ryttere
| Danske ryttere på startlisten |                      |                   |           |
| Rygnummer                     | Rytter               | Hold              | Placering |
| 22                            | Simon Dalby          | Uno-X Mobility    | 5         |
| 24                            | Marcus Sander Hansen | Uno-X Mobility    | 36        |
| 191                           | Mathias Bregnhøj     | Sabgal / Anicolor | 29        |

* DNF = gennemførte ikke

### Startliste
| Bahrain Victorious TBV | Bahrain Victorious TBV    | Bahrain Victorious TBV |
| ---------------------- | ------------------------- | ---------------------- |
| Nr.                    | Rytter                    | Placering              |
| 1                      | Alberto Bruttomesso (ITA) | 73.                    |
| 2                      | Matevž Govekar (SLO)      | 48.                    |
| 3                      | Ahmed Madan (BRN )        | 128.                   |
| 4                      | Finlay Pickering (GBR)    | 34.                    |
| 5                      | Cameron Scott (AUS)       | 93.                    |
| 6                      | Sergio Tu (TPE)           | 113.                   |
| 7                      | Edoardo Zambanini (ITA)   | 4.                     |

| Alpecin-Deceuninck ADC | Alpecin-Deceuninck ADC      | Alpecin-Deceuninck ADC |
| ---------------------- | --------------------------- | ---------------------- |
| Nr.                    | Rytter                      | Placering              |
| 11                     | Alex Bogna (AUS)            | 19.                    |
| 12                     | Marceli Bogusławski (POL)   | 90.                    |
| 13                     | Senne Leysen (BEL)          | 72.                    |
| 14                     | Jensen Plowright (AUS)      | 80.                    |
| 15                     | Ramon Sinkeldam (NED)       | DNF-4                  |
| 16                     | Henri Uhlig (GER)           | 25.                    |
| 17                     | Fabio Van den Bossche (BEL) | 60.                    |

| Uno-X Mobility UXM | Uno-X Mobility UXM          | Uno-X Mobility UXM |
| ------------------ | --------------------------- | ------------------ |
| Nr.                | Rytter                      | Placering          |
| 21                 | Daniel Årnes (NOR)          | 56.                |
| 22                 | Simon Dalby (DEN)           | 5.                 |
| 23                 | Halvor Dolven (NOR)         | 69.                |
| 24                 | Marcus Sander Hansen (DEN)  | 36.                |
| 25                 | Martin Solhaug Hansen (NOR) | 68.                |
| 26                 | Ådne Holter (NOR)           | 4.                 |
| 27                 | Sindre Kulset (NOR)         | 26.                |

| Q36.5 Pro Cycling Team Q36 | Q36.5 Pro Cycling Team Q36 | Q36.5 Pro Cycling Team Q36 |
| -------------------------- | -------------------------- | -------------------------- |
| Nr.                        | Rytter                     | Placering                  |
| 31                         | Matteo Badilatti (SUI)     | 17.                        |
| 32                         | Walter Calzoni (ITA)       | 24.                        |
| 33                         | Alessandro Fancellu (ITA)  | 10.                        |
| 34                         | Kamil Małecki (POL)        | 50.                        |
| 35                         | Cyrus Monk (AUS)           | 47.                        |
| 36                         | Manuel Oioli (ITA)         | 88.                        |
| 37                         | Szymon Sajnok (POL)        | 85.                        |

| VF Group-Bardiani CSF-Faizanè VBF | VF Group-Bardiani CSF-Faizanè VBF | VF Group-Bardiani CSF-Faizanè VBF |
| --------------------------------- | --------------------------------- | --------------------------------- |
| Nr.                               | Rytter                            | Placering                         |
| 41                                | Lorenzo Conforti (ITA)            | 75.                               |
| 42                                | Giulio Pellizzari (ITA)           | 11.                               |
| 43                                | Alessandro Pinarello (ITA)        | 2.                                |
| 44                                | Mattia Pinazzi (ITA)              | 83.                               |
| 45                                | Vicente Rojas (CHI)               | 23.                               |
| 46                                | Matteo Scalco (ITA)               | 15.                               |
| 47                                | Enrico Zanoncello (ITA)           | 62.                               |

| Tudor Pro Cycling Team TUD | Tudor Pro Cycling Team TUD  | Tudor Pro Cycling Team TUD |
| -------------------------- | --------------------------- | -------------------------- |
| Nr.                        | Rytter                      | Placering                  |
| 51                         | Tom Bohli (SUI)             | DNF-2                      |
| 52                         | Aloïs Charrin (FRA)         | 78.                        |
| 53                         | Aivaras Mikutis (LTU)       | 92.                        |
| 54                         | Sébastien Reichenbach (SUI) | 6.                         |
| 55                         | Roland Thalmann (SUI)       | 12.                        |
| 56                         | Simon Pellaud (SUI)         | 77.                        |
| 57                         | Hannes Wilksch (GER)        | 28.                        |

| Team Polti Kometa PTK | Team Polti Kometa PTK  | Team Polti Kometa PTK |
| --------------------- | ---------------------- | --------------------- |
| Nr.                   | Rytter                 | Placering             |
| 61                    | Davide De Cassan (ITA) | 31.                   |
| 62                    | Paul Double (GBR)      | 14.                   |
| 63                    | Erik Fetter (HUN)      | 97.                   |
| 64                    | Andrea Garosio (ITA)   | 20.                   |
| 65                    | Giovanni Lonardi (ITA) | 49.                   |
| 66                    | Mirco Maestri (ITA)    | 66.                   |
| 67                    | Davide Piganzoli (ITA) | 1.                    |

| Team Corratec-Vini Fantini COR | Team Corratec-Vini Fantini COR | Team Corratec-Vini Fantini COR |
| ------------------------------ | ------------------------------ | ------------------------------ |
| Nr.                            | Rytter                         | Placering                      |
| 71                             | Valerio Conti (ITA)            | 9.                             |
| 72                             | Jakub Mareczko (ITA)           | 142.                           |
| 73                             | Alessandro Monaco (ITA)        | 95.                            |
| 74                             | Marco Murgano (ITA)            | 65.                            |
| 75                             | Simone Olivero (ITA)           | 115.                           |
| 76                             | Kristian Sbaragli (ITA)        | 55.                            |
| 77                             | Samuele Zambelli (ITA)         | 102.                           |

| Bingoal WB BWB | Bingoal WB BWB         | Bingoal WB BWB |
| -------------- | ---------------------- | -------------- |
| Nr.            | Rytter                 | Placering      |
| 81             | Louis Blouwe (BEL)     | 61.            |
| 82             | Louka Matthys (BEL)    | 54.            |
| 83             | Joes Oosterlinck (BEL) | 117.           |
| 84             | Marco Tizza (ITA)      | 21.            |
| 85             | Luca Van Boven (BEL)   | 41.            |
| 86             | Kenneth Van Rooy (BEL) | 63.            |
| 87             | Loïc Vliegen (BEL)     | DNF-2          |

| TDT-Unibet TDT | TDT-Unibet TDT                    | TDT-Unibet TDT |
| -------------- | --------------------------------- | -------------- |
| Nr.            | Rytter                            | Placering      |
| 91             | Martijn Budding (NED)             | DNF-1          |
| 92             | Cedrik Bakke Christophersen (NOR) | 22.            |
| 93             | Hartthijs de Vries (NED)          | 8.             |
| 94             | Owen Geleijn (NED)                | 57.            |
| 95             | Axel Huens (FRA)                  | 53.            |
| 96             | Jelle Johannink (NED)             | 18.            |
| 97             | Charles Paige (GBR)               | 45.            |

| Team Novo Nordisk TNN | Team Novo Nordisk TNN         | Team Novo Nordisk TNN |
| --------------------- | ----------------------------- | --------------------- |
| Nr.                   | Rytter                        | Placering             |
| 101                   | Hamish Beadle (NZL)           | 105.                  |
| 102                   | Matyáš Kopecký (CZE)          | 86.                   |
| 103                   | Péter Kusztor (HUN)           | DNF-4                 |
| 104                   | Doriand Percrule (FRA)        | 110.                  |
| 105                   | Alessandro Perracchione (ITA) | 74.                   |
| 106                   | Antonio Polga (ITA)           | 111.                  |
| 107                   | Filippo Ridolfo (ITA)         | DNF-2                 |

| Terengganu Cycling Team TSG | Terengganu Cycling Team TSG              | Terengganu Cycling Team TSG |
| --------------------------- | ---------------------------------------- | --------------------------- |
| Nr.                         | Rytter                                   | Placering                   |
| 111                         | Muhammad Shahmir Aiman Abdul Halim (MAS) | HD-3                        |
| 112                         | Anatolij Budjak (UKR)                    | 32.                         |
| 113                         | Metkel Eyob (ERI)                        | 43.                         |
| 115                         | Nur Aiman Mohd Zariff (MAS)              | 133.                        |
| 116                         | Nur Aiman Rosli (MAS)                    | 114.                        |
| 117                         | Mohd Hariff Saleh (MAS)                  | HD-3                        |

| China Glory-Mentech Continental Cycling Team CGC | China Glory-Mentech Continental Cycling Team CGC | China Glory-Mentech Continental Cycling Team CGC |
| ------------------------------------------------ | ------------------------------------------------ | ------------------------------------------------ |
| Nr.                                              | Rytter                                           | Placering                                        |
| 121                                              | Lucas De Rossi (FRA)                             | 30.                                              |
| 122                                              | Reinardt Janse van Rensburg (RSA)                | 76.                                              |
| 123                                              | Lyu Xianjing (CHN)                               | 27.                                              |
| 124                                              | Binyan Ma (CHN)                                  | 122.                                             |
| 125                                              | Willie Smit (RSA)                                | 35.                                              |
| 126                                              | Sun Changsheng (CHN)                             | 125.                                             |
| 127                                              | Julien Trarieux (FRA)                            | 33.                                              |

| Istanbul Büyükșehir Belediye Spor Türkiye BGS | Istanbul Büyükșehir Belediye Spor Türkiye BGS | Istanbul Büyükșehir Belediye Spor Türkiye BGS |
| --------------------------------------------- | --------------------------------------------- | --------------------------------------------- |
| Nr.                                           | Rytter                                        | Placering                                     |
| 131                                           | Batuhan Özgür (TUR)                           | 139.                                          |
| 132                                           | Natnael Berhane (ERI)                         | 38.                                           |
| 133                                           | Samet Bulut (TUR)                             | 64.                                           |
| 135                                           | Zeki Kaygisiz (TUR)                           | HD-3                                          |
| 136                                           | Petros Mengs (ERI)                            | 94.                                           |

| İstanbul Büyükşehir Belediyesi S.K. ___ | İstanbul Büyükşehir Belediyesi S.K. ___ | İstanbul Büyükşehir Belediyesi S.K. ___ |
| --------------------------------------- | --------------------------------------- | --------------------------------------- |
| Nr.                                     | Rytter                                  | Placering                               |
| 137                                     | Max Stedman (GBR)                       | 58.                                     |

| Spor Toto Cycling Team STC | Spor Toto Cycling Team STC | Spor Toto Cycling Team STC |
| -------------------------- | -------------------------- | -------------------------- |
| Nr.                        | Rytter                     | Placering                  |
| 141                        | Doğukan Arikan (TUR)       | HD-3                       |
| 142                        | Serdar Depe (TUR)          | 42.                        |
| 145                        | Feritcan Şamlı (TUR)       | DNF-2                      |
| 146                        | Mustafa Tekin (TUR)        | 135.                       |
| 147                        | Tahir Yigit (TUR)          | 145.                       |

| Adria Mobil ADR | Adria Mobil ADR        | Adria Mobil ADR |
| --------------- | ---------------------- | --------------- |
| Nr.             | Rytter                 | Placering       |
| 151             | Đorđe Đurić (SRB)      | 138.            |
| 152             | Tilen Finkšt (SLO)     | 106.            |
| 153             | Nicolas Gojković (CRO) | 116.            |
| 154             | Anže Skok (SLO)        | 66.             |
| 155             | Jaka Špoljar (SLO)     | 141.            |
| 156             | Aljaž Turk (SLO)       | 107.            |

| Kinan Racing Team KIN | Kinan Racing Team KIN | Kinan Racing Team KIN |
| --------------------- | --------------------- | --------------------- |
| Nr.                   | Rytter                | Placering             |
| 161                   | Yusuke Hatanaka (JPN) | DNF-4                 |
| 162                   | Raymond Kreder (NED)  | 123.                  |
| 163                   | Thomas Lebas (FRA)    | 44.                   |
| 164                   | Daiki Magosaki (JPN)  | 129.                  |
| 165                   | Drew Morey (AUS)      | 16.                   |
| 166                   | Koki Shirakawa (JPN)  | 124.                  |
| 167                   | Genki Yamamoto (JPN)  | 109.                  |

| Tashkent City Professional Cycling Team TCM | Tashkent City Professional Cycling Team TCM | Tashkent City Professional Cycling Team TCM |
| ------------------------------------------- | ------------------------------------------- | ------------------------------------------- |
| Nr.                                         | Rytter                                      | Placering                                   |
| 173                                         | Dmitriy Bocharov (UZB)                      | DNF-4                                       |
| 176                                         | Behzodek Rakhimbaev (UZB)                   | 146.                                        |
| 177                                         | Nikita Tsvetkov (UZB)                       | 103.                                        |

| Tarteletto-Isorex TIS | Tarteletto-Isorex TIS   | Tarteletto-Isorex TIS |
| --------------------- | ----------------------- | --------------------- |
| Nr.                   | Rytter                  | Placering             |
| 181                   | Robbe Claeys (BEL)      | 40.                   |
| 182                   | Torsten Demeyere (BEL)  | 100.                  |
| 183                   | Timothy Dupont (BEL)    | DQ-3                  |
| 184                   | Thomas Joseph (BEL)     | 82.                   |
| 185                   | Gianni Marchand (BEL)   | 13.                   |
| 186                   | Peder Dahl Strand (NOR) | DNF-2                 |
| 187                   | Mauro Verwilt (BEL)     | 67.                   |

| Sabgal-Anicolor SAT | Sabgal-Anicolor SAT            | Sabgal-Anicolor SAT |
| ------------------- | ------------------------------ | ------------------- |
| Nr.                 | Rytter                         | Placering           |
| 191                 | Mathias Bregnhøj (DEN)         | 29.                 |
| 192                 | Duarte Domingues (POR)         | 39.                 |
| 193                 | Frederico Figueiredo (POR)     | 37.                 |
| 194                 | Guillermo García Janeiro (ESP) | 101.                |
| 195                 | Luís Mendonça (POR)            | 71.                 |
| 196                 | Oscar Moscardo (ESP)           | 108.                |
| 197                 | José Sousa (POR)               | 79.                 |

| Konya Büyükşehir Belediye Spor KBB | Konya Büyükşehir Belediye Spor KBB | Konya Büyükşehir Belediye Spor KBB |
| ---------------------------------- | ---------------------------------- | ---------------------------------- |
| Nr.                                | Rytter                             | Placering                          |
| 204                                | Eyüp Karagöbek (TUR)               | 134.                               |

| Team Vorarlberg VBG | Team Vorarlberg VBG | Team Vorarlberg VBG |
| ------------------- | ------------------- | ------------------- |
| Nr.                 | Rytter              | Placering           |
| 211                 | Dominik Amann (AUT) | 87.                 |
| 212                 | Jon Knolle (GER)    | 118.                |
| 213                 | Tomoya Koyama (JPN) | 143.                |
| 214                 | Lukas Meiler (GER)  | 70.                 |
| 215                 | Jannis Peter (GER)  |                     |
| 216                 | Félix Stehli (SUI)  | 98.                 |
| 217                 | Colin Stüssi (SUI)  | 59.                 |

| Bike Aid BAI | Bike Aid BAI            | Bike Aid BAI |
| ------------ | ----------------------- | ------------ |
| Nr.          | Rytter                  | Placering    |
| 221          | Máté Balázs (GER)       | 91.          |
| 222          | Jonas Beck (GER)        | 127.         |
| 223          | Antoine Berlin (MON)    | 46.          |
| 224          | Léo Bouvier (FRA)       | 120.         |
| 225          | Pirmin Eisenbarth (GER) | 137.         |
| 226          | Philip Meiser (GER)     | 121.         |
| 227          | Anton Schiffer (GER)    | 7.           |

| Sakarya BB Pro Team SBB | Sakarya BB Pro Team SBB | Sakarya BB Pro Team SBB |
| ----------------------- | ----------------------- | ----------------------- |
| Nr.                     | Rytter                  | Placering               |
| 231                     | Burak Abay (TUR)        | 84.                     |
| 232                     | Furkan Akcam (TUR)      | HD-3                    |
| 234                     | Musa Mikayilzade (AZE)  | 99.                     |
| 235                     | Sergey Rostovtsev       | DNS-1                   |
| 236                     | Emir Uzun (TUR)         | 89.                     |
| 237                     | Emre Yuca (TUR)         | DNF-4                   |

| REMBE Pro Cycling Team Sauerland SVL | REMBE Pro Cycling Team Sauerland SVL | REMBE Pro Cycling Team Sauerland SVL |
| ------------------------------------ | ------------------------------------ | ------------------------------------ |
| Nr.                                  | Rytter                               | Placering                            |
| 241                                  | Yago Aguirre (ESP)                   | 112.                                 |
| 242                                  | Henri-Johannes Appelbaum (GER)       | 96.                                  |
| 243                                  | Julian Borresch (GER)                | 52.                                  |
| 244                                  | Lennart Voege (GER)                  | 104.                                 |
| 245                                  | Sebastian Niehues (GER)              | 81.                                  |
| 246                                  | Jonathan Rottmann (GER)              | 140.                                 |
| 247                                  | Paul Wright (NZL)                    | 131.                                 |

| Bahrain Victorious TBV | Bahrain Victorious TBV    | Bahrain Victorious TBV |
| ---------------------- | ------------------------- | ---------------------- |
| Nr.                    | Rytter                    | Placering              |
| 1                      | Alberto Bruttomesso (ITA) | 73.                    |
| 2                      | Matevž Govekar (SLO)      | 48.                    |
| 3                      | Ahmed Madan (BRN )        | 128.                   |
| 4                      | Finlay Pickering (GBR)    | 34.                    |
| 5                      | Cameron Scott (AUS)       | 93.                    |
| 6                      | Sergio Tu (TPE)           | 113.                   |
| 7                      | Edoardo Zambanini (ITA)   | 4.                     |

| Alpecin-Deceuninck ADC | Alpecin-Deceuninck ADC      | Alpecin-Deceuninck ADC |
| ---------------------- | --------------------------- | ---------------------- |
| Nr.                    | Rytter                      | Placering              |
| 11                     | Alex Bogna (AUS)            | 19.                    |
| 12                     | Marceli Bogusławski (POL)   | 90.                    |
| 13                     | Senne Leysen (BEL)          | 72.                    |
| 14                     | Jensen Plowright (AUS)      | 80.                    |
| 15                     | Ramon Sinkeldam (NED)       | DNF-4                  |
| 16                     | Henri Uhlig (GER)           | 25.                    |
| 17                     | Fabio Van den Bossche (BEL) | 60.                    |

| Uno-X Mobility UXM | Uno-X Mobility UXM          | Uno-X Mobility UXM |
| ------------------ | --------------------------- | ------------------ |
| Nr.                | Rytter                      | Placering          |
| 21                 | Daniel Årnes (NOR)          | 56.                |
| 22                 | Simon Dalby (DEN)           | 5.                 |
| 23                 | Halvor Dolven (NOR)         | 69.                |
| 24                 | Marcus Sander Hansen (DEN)  | 36.                |
| 25                 | Martin Solhaug Hansen (NOR) | 68.                |
| 26                 | Ådne Holter (NOR)           | 4.                 |
| 27                 | Sindre Kulset (NOR)         | 26.                |

| Q36.5 Pro Cycling Team Q36 | Q36.5 Pro Cycling Team Q36 | Q36.5 Pro Cycling Team Q36 |
| -------------------------- | -------------------------- | -------------------------- |
| Nr.                        | Rytter                     | Placering                  |
| 31                         | Matteo Badilatti (SUI)     | 17.                        |
| 32                         | Walter Calzoni (ITA)       | 24.                        |
| 33                         | Alessandro Fancellu (ITA)  | 10.                        |
| 34                         | Kamil Małecki (POL)        | 50.                        |
| 35                         | Cyrus Monk (AUS)           | 47.                        |
| 36                         | Manuel Oioli (ITA)         | 88.                        |
| 37                         | Szymon Sajnok (POL)        | 85.                        |

| VF Group-Bardiani CSF-Faizanè VBF | VF Group-Bardiani CSF-Faizanè VBF | VF Group-Bardiani CSF-Faizanè VBF |
| --------------------------------- | --------------------------------- | --------------------------------- |
| Nr.                               | Rytter                            | Placering                         |
| 41                                | Lorenzo Conforti (ITA)            | 75.                               |
| 42                                | Giulio Pellizzari (ITA)           | 11.                               |
| 43                                | Alessandro Pinarello (ITA)        | 2.                                |
| 44                                | Mattia Pinazzi (ITA)              | 83.                               |
| 45                                | Vicente Rojas (CHI)               | 23.                               |
| 46                                | Matteo Scalco (ITA)               | 15.                               |
| 47                                | Enrico Zanoncello (ITA)           | 62.                               |

| Tudor Pro Cycling Team TUD | Tudor Pro Cycling Team TUD  | Tudor Pro Cycling Team TUD |
| -------------------------- | --------------------------- | -------------------------- |
| Nr.                        | Rytter                      | Placering                  |
| 51                         | Tom Bohli (SUI)             | DNF-2                      |
| 52                         | Aloïs Charrin (FRA)         | 78.                        |
| 53                         | Aivaras Mikutis (LTU)       | 92.                        |
| 54                         | Sébastien Reichenbach (SUI) | 6.                         |
| 55                         | Roland Thalmann (SUI)       | 12.                        |
| 56                         | Simon Pellaud (SUI)         | 77.                        |
| 57                         | Hannes Wilksch (GER)        | 28.                        |

| Team Polti Kometa PTK | Team Polti Kometa PTK  | Team Polti Kometa PTK |
| --------------------- | ---------------------- | --------------------- |
| Nr.                   | Rytter                 | Placering             |
| 61                    | Davide De Cassan (ITA) | 31.                   |
| 62                    | Paul Double (GBR)      | 14.                   |
| 63                    | Erik Fetter (HUN)      | 97.                   |
| 64                    | Andrea Garosio (ITA)   | 20.                   |
| 65                    | Giovanni Lonardi (ITA) | 49.                   |
| 66                    | Mirco Maestri (ITA)    | 66.                   |
| 67                    | Davide Piganzoli (ITA) | 1.                    |

| Team Corratec-Vini Fantini COR | Team Corratec-Vini Fantini COR | Team Corratec-Vini Fantini COR |
| ------------------------------ | ------------------------------ | ------------------------------ |
| Nr.                            | Rytter                         | Placering                      |
| 71                             | Valerio Conti (ITA)            | 9.                             |
| 72                             | Jakub Mareczko (ITA)           | 142.                           |
| 73                             | Alessandro Monaco (ITA)        | 95.                            |
| 74                             | Marco Murgano (ITA)            | 65.                            |
| 75                             | Simone Olivero (ITA)           | 115.                           |
| 76                             | Kristian Sbaragli (ITA)        | 55.                            |
| 77                             | Samuele Zambelli (ITA)         | 102.                           |

| Bingoal WB BWB | Bingoal WB BWB         | Bingoal WB BWB |
| -------------- | ---------------------- | -------------- |
| Nr.            | Rytter                 | Placering      |
| 81             | Louis Blouwe (BEL)     | 61.            |
| 82             | Louka Matthys (BEL)    | 54.            |
| 83             | Joes Oosterlinck (BEL) | 117.           |
| 84             | Marco Tizza (ITA)      | 21.            |
| 85             | Luca Van Boven (BEL)   | 41.            |
| 86             | Kenneth Van Rooy (BEL) | 63.            |
| 87             | Loïc Vliegen (BEL)     | DNF-2          |

| TDT-Unibet TDT | TDT-Unibet TDT                    | TDT-Unibet TDT |
| -------------- | --------------------------------- | -------------- |
| Nr.            | Rytter                            | Placering      |
| 91             | Martijn Budding (NED)             | DNF-1          |
| 92             | Cedrik Bakke Christophersen (NOR) | 22.            |
| 93             | Hartthijs de Vries (NED)          | 8.             |
| 94             | Owen Geleijn (NED)                | 57.            |
| 95             | Axel Huens (FRA)                  | 53.            |
| 96             | Jelle Johannink (NED)             | 18.            |
| 97             | Charles Paige (GBR)               | 45.            |

| Team Novo Nordisk TNN | Team Novo Nordisk TNN         | Team Novo Nordisk TNN |
| --------------------- | ----------------------------- | --------------------- |
| Nr.                   | Rytter                        | Placering             |
| 101                   | Hamish Beadle (NZL)           | 105.                  |
| 102                   | Matyáš Kopecký (CZE)          | 86.                   |
| 103                   | Péter Kusztor (HUN)           | DNF-4                 |
| 104                   | Doriand Percrule (FRA)        | 110.                  |
| 105                   | Alessandro Perracchione (ITA) | 74.                   |
| 106                   | Antonio Polga (ITA)           | 111.                  |
| 107                   | Filippo Ridolfo (ITA)         | DNF-2                 |

| Terengganu Cycling Team TSG | Terengganu Cycling Team TSG              | Terengganu Cycling Team TSG |
| --------------------------- | ---------------------------------------- | --------------------------- |
| Nr.                         | Rytter                                   | Placering                   |
| 111                         | Muhammad Shahmir Aiman Abdul Halim (MAS) | HD-3                        |
| 112                         | Anatolij Budjak (UKR)                    | 32.                         |
| 113                         | Metkel Eyob (ERI)                        | 43.                         |
| 115                         | Nur Aiman Mohd Zariff (MAS)              | 133.                        |
| 116                         | Nur Aiman Rosli (MAS)                    | 114.                        |
| 117                         | Mohd Hariff Saleh (MAS)                  | HD-3                        |

| China Glory-Mentech Continental Cycling Team CGC | China Glory-Mentech Continental Cycling Team CGC | China Glory-Mentech Continental Cycling Team CGC |
| ------------------------------------------------ | ------------------------------------------------ | ------------------------------------------------ |
| Nr.                                              | Rytter                                           | Placering                                        |
| 121                                              | Lucas De Rossi (FRA)                             | 30.                                              |
| 122                                              | Reinardt Janse van Rensburg (RSA)                | 76.                                              |
| 123                                              | Lyu Xianjing (CHN)                               | 27.                                              |
| 124                                              | Binyan Ma (CHN)                                  | 122.                                             |
| 125                                              | Willie Smit (RSA)                                | 35.                                              |
| 126                                              | Sun Changsheng (CHN)                             | 125.                                             |
| 127                                              | Julien Trarieux (FRA)                            | 33.                                              |

| Istanbul Büyükșehir Belediye Spor Türkiye BGS | Istanbul Büyükșehir Belediye Spor Türkiye BGS | Istanbul Büyükșehir Belediye Spor Türkiye BGS |
| --------------------------------------------- | --------------------------------------------- | --------------------------------------------- |
| Nr.                                           | Rytter                                        | Placering                                     |
| 131                                           | Batuhan Özgür (TUR)                           | 139.                                          |
| 132                                           | Natnael Berhane (ERI)                         | 38.                                           |
| 133                                           | Samet Bulut (TUR)                             | 64.                                           |
| 135                                           | Zeki Kaygisiz (TUR)                           | HD-3                                          |
| 136                                           | Petros Mengs (ERI)                            | 94.                                           |

| İstanbul Büyükşehir Belediyesi S.K. ___ | İstanbul Büyükşehir Belediyesi S.K. ___ | İstanbul Büyükşehir Belediyesi S.K. ___ |
| --------------------------------------- | --------------------------------------- | --------------------------------------- |
| Nr.                                     | Rytter                                  | Placering                               |
| 137                                     | Max Stedman (GBR)                       | 58.                                     |

| Spor Toto Cycling Team STC | Spor Toto Cycling Team STC | Spor Toto Cycling Team STC |
| -------------------------- | -------------------------- | -------------------------- |
| Nr.                        | Rytter                     | Placering                  |
| 141                        | Doğukan Arikan (TUR)       | HD-3                       |
| 142                        | Serdar Depe (TUR)          | 42.                        |
| 145                        | Feritcan Şamlı (TUR)       | DNF-2                      |
| 146                        | Mustafa Tekin (TUR)        | 135.                       |
| 147                        | Tahir Yigit (TUR)          | 145.                       |

| Adria Mobil ADR | Adria Mobil ADR        | Adria Mobil ADR |
| --------------- | ---------------------- | --------------- |
| Nr.             | Rytter                 | Placering       |
| 151             | Đorđe Đurić (SRB)      | 138.            |
| 152             | Tilen Finkšt (SLO)     | 106.            |
| 153             | Nicolas Gojković (CRO) | 116.            |
| 154             | Anže Skok (SLO)        | 66.             |
| 155             | Jaka Špoljar (SLO)     | 141.            |
| 156             | Aljaž Turk (SLO)       | 107.            |

| Kinan Racing Team KIN | Kinan Racing Team KIN | Kinan Racing Team KIN |
| --------------------- | --------------------- | --------------------- |
| Nr.                   | Rytter                | Placering             |
| 161                   | Yusuke Hatanaka (JPN) | DNF-4                 |
| 162                   | Raymond Kreder (NED)  | 123.                  |
| 163                   | Thomas Lebas (FRA)    | 44.                   |
| 164                   | Daiki Magosaki (JPN)  | 129.                  |
| 165                   | Drew Morey (AUS)      | 16.                   |
| 166                   | Koki Shirakawa (JPN)  | 124.                  |
| 167                   | Genki Yamamoto (JPN)  | 109.                  |

| Tashkent City Professional Cycling Team TCM | Tashkent City Professional Cycling Team TCM | Tashkent City Professional Cycling Team TCM |
| ------------------------------------------- | ------------------------------------------- | ------------------------------------------- |
| Nr.                                         | Rytter                                      | Placering                                   |
| 173                                         | Dmitriy Bocharov (UZB)                      | DNF-4                                       |
| 176                                         | Behzodek Rakhimbaev (UZB)                   | 146.                                        |
| 177                                         | Nikita Tsvetkov (UZB)                       | 103.                                        |

| Tarteletto-Isorex TIS | Tarteletto-Isorex TIS   | Tarteletto-Isorex TIS |
| --------------------- | ----------------------- | --------------------- |
| Nr.                   | Rytter                  | Placering             |
| 181                   | Robbe Claeys (BEL)      | 40.                   |
| 182                   | Torsten Demeyere (BEL)  | 100.                  |
| 183                   | Timothy Dupont (BEL)    | DQ-3                  |
| 184                   | Thomas Joseph (BEL)     | 82.                   |
| 185                   | Gianni Marchand (BEL)   | 13.                   |
| 186                   | Peder Dahl Strand (NOR) | DNF-2                 |
| 187                   | Mauro Verwilt (BEL)     | 67.                   |

| Sabgal-Anicolor SAT | Sabgal-Anicolor SAT            | Sabgal-Anicolor SAT |
| ------------------- | ------------------------------ | ------------------- |
| Nr.                 | Rytter                         | Placering           |
| 191                 | Mathias Bregnhøj (DEN)         | 29.                 |
| 192                 | Duarte Domingues (POR)         | 39.                 |
| 193                 | Frederico Figueiredo (POR)     | 37.                 |
| 194                 | Guillermo García Janeiro (ESP) | 101.                |
| 195                 | Luís Mendonça (POR)            | 71.                 |
| 196                 | Oscar Moscardo (ESP)           | 108.                |
| 197                 | José Sousa (POR)               | 79.                 |

| Konya Büyükşehir Belediye Spor KBB | Konya Büyükşehir Belediye Spor KBB | Konya Büyükşehir Belediye Spor KBB |
| ---------------------------------- | ---------------------------------- | ---------------------------------- |
| Nr.                                | Rytter                             | Placering                          |
| 204                                | Eyüp Karagöbek (TUR)               | 134.                               |

| Team Vorarlberg VBG | Team Vorarlberg VBG | Team Vorarlberg VBG |
| ------------------- | ------------------- | ------------------- |
| Nr.                 | Rytter              | Placering           |
| 211                 | Dominik Amann (AUT) | 87.                 |
| 212                 | Jon Knolle (GER)    | 118.                |
| 213                 | Tomoya Koyama (JPN) | 143.                |
| 214                 | Lukas Meiler (GER)  | 70.                 |
| 215                 | Jannis Peter (GER)  |                     |
| 216                 | Félix Stehli (SUI)  | 98.                 |
| 217                 | Colin Stüssi (SUI)  | 59.                 |

| Bike Aid BAI | Bike Aid BAI            | Bike Aid BAI |
| ------------ | ----------------------- | ------------ |
| Nr.          | Rytter                  | Placering    |
| 221          | Máté Balázs (GER)       | 91.          |
| 222          | Jonas Beck (GER)        | 127.         |
| 223          | Antoine Berlin (MON)    | 46.          |
| 224          | Léo Bouvier (FRA)       | 120.         |
| 225          | Pirmin Eisenbarth (GER) | 137.         |
| 226          | Philip Meiser (GER)     | 121.         |
| 227          | Anton Schiffer (GER)    | 7.           |

| Sakarya BB Pro Team SBB | Sakarya BB Pro Team SBB | Sakarya BB Pro Team SBB |
| ----------------------- | ----------------------- | ----------------------- |
| Nr.                     | Rytter                  | Placering               |
| 231                     | Burak Abay (TUR)        | 84.                     |
| 232                     | Furkan Akcam (TUR)      | HD-3                    |
| 234                     | Musa Mikayilzade (AZE)  | 99.                     |
| 235                     | Sergey Rostovtsev       | DNS-1                   |
| 236                     | Emir Uzun (TUR)         | 89.                     |
| 237                     | Emre Yuca (TUR)         | DNF-4                   |

| REMBE Pro Cycling Team Sauerland SVL | REMBE Pro Cycling Team Sauerland SVL | REMBE Pro Cycling Team Sauerland SVL |
| ------------------------------------ | ------------------------------------ | ------------------------------------ |
| Nr.                                  | Rytter                               | Placering                            |
| 241                                  | Yago Aguirre (ESP)                   | 112.                                 |
| 242                                  | Henri-Johannes Appelbaum (GER)       | 96.                                  |
| 243                                  | Julian Borresch (GER)                | 52.                                  |
| 244                                  | Lennart Voege (GER)                  | 104.                                 |
| 245                                  | Sebastian Niehues (GER)              | 81.                                  |
| 246                                  | Jonathan Rottmann (GER)              | 140.                                 |
| 247                                  | Paul Wright (NZL)                    | 131.                                 |